# Alisma × rhicnocarpum
Alisma × rhicnocarpum là một loài thực vật có hoa lai ghép trong họ Alismataceae. Loài này được Schotsman mô tả khoa học đầu tiên năm 1949.